# Cune
cune（キューン）は、3人で構成される日本のバンド。シングル「カノン」リリース以前はCUNEと大文字を用いていた。

## 来歴
1999年に結成。同じKreisレーベルの別々の二つのソフトヴィジュアル系バンド（小林と中村はRay、生熊と大北はIze）で活動していた4人が、小林の呼びかけのもと、"胸キュン" な楽曲を世に問うべく集まり、バンド名をcune（キューン）と名付ける。
2001年5月、インディーズよりデビューシングルとなる『星をみてれば』を発売。
2002年、『星をみてれば』のc/w曲『SAMURAI DRIVE』がhitomiにカバーされ、知名度が上がった（SAMURAI DRIVE参照）。5月、ユニバーサルJよりメジャーデビューシングル『リフレイン』を発売。このシングルは台湾、香港、シンガポールで三カ国同時リリースされた。9月に『イナズマ』、11月、新人バンドとしては異例のドラマタイアップ曲となった『クローバー』と2枚のシングル。そして12月にファーストアルバム『GREAT SPLASH』を発売。
2003年4月に初の全国7大都市ワンマンライブツアーを実施。6月に『青空』、9月に『LION SEVENTEEN』、11月に『カノン』と3枚のシングルを発売。デビューからこの時期まではメンバーのケガや病気が相次ぎ、思うように活動できない時期であった。
2004年1月、3枚のシングルの表題曲を含むセカンド・アルバム『ナナイロスマイル』を発売。9月、自身初となるセルフプロデュース作品、ミニアルバム『明日の風』を発売。
2005年6月、これまでを振りかえる意味と、あらたな展開に向けての2004年までの活動の集大成としてベストアルバム『BEST 1999-2004』とクリップ集 DVD『CLIPS 1999-2004』を発売した。
2006年8月、ライブツアー後に活動休止することを発表。12月、ミニアルバム『EUPHORIA』、ライブアルバム『HORIZON』をレインボーエンタテインメントよりリリース。その後、各メンバーそれぞれソロ活動を開始する。
2007年1月、ユニバーサルJより、シングルのC/W曲を集めたアルバム「B-side collection」をリリース。
2008年7月、小林が自身のブログでバンドの再開は無いと断言。事実上の解散状態であることを宣言する。
2011年3月、小林のソロライブイベント「同じ月ヲ見テイル」で、生熊、中村、大北がcuneとして参加。4月、オフィシャルHPリニューアル。5月、渋谷 star loungeにて再演としてワンマンライブ「Re；unicon」開催。Re；unicon後、小林、生熊がそれぞれツイッター上やブログにて活動再開を宣言。この活動再開は小林の呼びかけに、メンバーが応じた形で実現した。7月、大阪 OSAKA MUSE、東京 Shibuya O-WESTにてワンマンライブ「Re；union」開催。
2012年3月22日、東京 Shibuya O-EASTにてワンマンライブ「DON’T STOP THE MUSIC」開催。新曲「RISE」を期間限定でストリーミング配信。7月23日、小林が音楽性と人生観の違いを理由にcuneを脱退した事を公式ブログ、及び自身のブログで発表した。生熊はこの脱退について、音楽性の違いよりも人間観の違いが大きいとしている。また、cuneの解散は現時点では無いとブログで明言した。

## 現メンバー
- 生熊耕治（いくまこうじ） リーダー ヴォーカル（小林在籍時はコーラス）&ギター 1974年10月16日・A型
  - cune活動休止後から主にJOVOと言うプロジェクトのメンバー、杉本善徳、中島卓偉、ヒューマンロストらのサポートギタリストとしてcune活動再開後も並行して活動中。また、2012年にソロ活動を開始、アルバム2作等をリリース。2018年にSOPHIAの赤松芳朋、Sadieの亜季と共にバンド「BLUEVINE」を結成している[1]。
- 中村泰造（なかむらたいぞう）ベース&コーラス 1978年6月21日･O型
  - cune活動休止後から、杉本善徳らのサポートベーシストとして活動しながら、元Hysteric Blueのたくや達と共にバンド「CATAMARAN」を結成。2010年解散。
  - cuneのプロデュースを担当していた佐久間正英は「日本で好きなベーシストの5本の指に入る」と、彼の実力を認めている。[2]
  - 現在は株式会社グロールに所属。
  - 倖田來未、細川たかし、ラムジ、渡り廊下走り隊、News等のレコーディングに参加。
  - 新藤晴一（ポルノグラフィティ）とSHOCK EYE（湘南乃風）、サウンドクリエーター篤志の3人からなる音楽プロジェクトTHE 野党、上田竜也（KAT-TUN）、OLDCODEX、バロック、等のライブサポートも務める。
- 大北公登（おおきたきみと）ドラム&コーラス 1976年10月21日・O型
  - cune活動休止以前はオフィシャルHPの製作を手がけていた。現在のオフィシャルブログも手がけている。

## 元メンバー
- 小林亮三（こばやしりょうぞう）ボーカル&ギター 1978年5月30日生・B型
  - cuneの楽曲の大部分において作詞・作曲を担当していた。
  - cune活動休止後ソロ活動として、Sound Scheduleの大石昌良と共に「OKコンビ」として2014年まで活動。
  - cune結成以前は、「Ray」というヴィジュアル系バンドで活動していた。メンバーには中村泰造、元Waiveの杉本善徳、元Wyseの牧田拓磨らが名を連ねていた。
  - 2012年7月23日、音楽性と人生観の違いを理由にcuneを脱退し、「波音（なみおと）」と言う名でソロ活動する事を発表した。

## 代表作品
SAMURAI DRIVE
2001年5月15日インディーズより発売されたデビューシングル『星をみてれば』のM-2に収録された曲。後にhitomiがカバーしヒット。
クローバー
TBS系ドラマ「日曜劇場・おとうさん」主題歌

## ディスコグラフィー

### シングル

#### インディーズ
|     | 発売日    | タイトル     | 規格品番 | 備考 |
| --- | --------- | ------------ | -------- | ---- |
| 1st | 2001.5.15 | 星をみてれば | HLS-0007 |      |
| 2nd | 2002.1.9  | Butterfly    | HLS-0010 |      |

#### メジャー
|     | 発売日     | タイトル       | 規格品番  | 備考                       |
| --- | ---------- | -------------- | --------- | -------------------------- |
| 1st | 2002.05.22 | リフレイン     | UPCH-5061 | オリコン43位               |
| 2nd | 2002.08.07 | イナズマ       | UPCH-5101 | オリコン50位               |
| 3rd | 2002.11.06 | クローバー     | UPCH-5130 | オリコン25位、登場回数10回 |
| 4th | 2003.06.25 | 青空           | UPCH-5190 | オリコン39位               |
| 5th | 2003.09.10 | LION SEVENTEEN | UPCH-5202 | オリコン39位               |
| 6th | 2003.11.19 | カノン         | UPCH-5218 | オリコン61位               |

### アルバム
|        | 発売日     | タイトル          | 規格品番  | 備考                      |
| ------ | ---------- | ----------------- | --------- | ------------------------- |
| 1st    | 2002.12.04 | GREAT SPLASH      | UPCH-1200 | オリコン13位、登場回数9回 |
| 2nd    | 2004.01.21 | ナナイロスマイル  | UPCH-1325 | オリコン22位              |
| mini   | 2004.09.22 | 明日の風          | UPCH-1369 | オリコン61位              |
| Best   | 2005.06.08 | BEST 1999-2004    | UPCH-1407 | オリコン50位              |
| mini   | 2006.12.06 | EUPHORIA          | POCS-1010 | オリコン92位              |
| live   | 2006.12.06 | HORIZON           | POCS-1011 | オリコン160位             |
| B-side | 2007.01.31 | B-side collection | UPCH-1535 | オリコン266位             |

### DVD
|     | 発売日   | タイトル        | 規格品番  | 備考         |
| --- | -------- | --------------- | --------- | ------------ |
| 1st | 2005.6.8 | CLIPS 1999-2004 | UPBH-1162 | オリコン67位 |

### 参加作品
| 発売日         | タイトル                    | 規格品番   | 収録曲                                                  |
| -------------- | --------------------------- | ---------- | ------------------------------------------------------- |
| 2002年08月21日 | hitomi「flow/BLADE RUNNER」 | AVCD-30361 | 3.プラスティック タイムマシーン[8・2・1version]（作曲） |
| 2004年04月28日 | Hey ANIKI!                  | FLCF-4004  | 1.ろくなもんじゃねえ                                    |
| 2008年09月10日 | DRIVIN' J-POP MEMORIES      | UICZ-8046  | 9.SAMURAI DRIVE                                         |

## タイアップ一覧
| 使用年 | 曲名                     | タイアップ                                               |
| ------ | ------------------------ | -------------------------------------------------------- |
| 2002年 | リフレイン               | TBS系『COUNT DOWN TV』2002年5月度エンディングテーマ      |
| 2002年 | イナズマ                 | TBS系『王様のブランチ』8・9月エンディングテーマ          |
| 2002年 | クローバー               | TBS系 日曜劇場『おとうさん』主題歌                       |
| 2002年 | エアロビクス☆ガール      | アメリカ屋「鏡の中の私編」CMソング                       |
| 2003年 | 青空                     | テレビ神奈川『saku saku』2003年7月度エンディングテーマ   |
| 2003年 | LION SEVENTEEN           | アメリカ屋 CMソング                                      |
| 2003年 | カノン                   | 日本テレビ系『AX MUSIC-TV』AX POWER PLAY#046テーマソング |
| 2003年 | カノン                   | NTTドコモ西日本 朝日放送限定「夏の甲子園」FOMA CMソング  |
| 2003年 | カノン                   | NTTドコモ中国「FOMA」CMソング                            |
| 2004年 | ホライズン               | テレビ朝日系『朝いち!!やじうま』エンディングテーマ       |
| 2005年 | 夕顔                     | アップルオートネットワーク「車買取のアップル」CMソング   |
| 2006年 | 風-the wind talk to you- | 東京シティ競馬'06イメージソング                          |

## ミュージックビデオ
| 監督           | 曲名                                         |
| UGICHIN        | 「カノン」                                   |
| ウスイヒロシ   | 「LION SEVENTEEN」「イナズマ」「クローバー」 |
| 奥和義         | 「夕顔」                                     |
| 高木照之       | 「東京」                                     |
| ミヨカワナオコ | 「青空」                                     |
| 不明           | 「Hello,Mr.Pain」「リフレイン」              |

## 主な出演番組

### ラジオ
- イナズマハーツ bayfm（木 24:30〜25:00) (終了)
- CUNE BAKKI BAKI RADIO FM-FUJI (土 25：00〜) (2002年4月 - 2003年3月) (終了)

## 主なライブ
- 2000年01月09日 - Kreis 2000
- 2000年02月13日 - NEVER MIND Ⅱ
- 2003年05月16日 - スペースシャワー列伝 第26巻 〜爽爽の宴〜
- 2003年08月20日 - FM802×トーキンロック×ぴあ×Lマガジン 「LIFE SIZE ROCK 03」
- 2003年12月30日 - LIVE DI:GA SPECIAL 2003 ACT:1
- 2004年08月20日 - TREASURE052 2004 〜peacetime magic〜
- 2005年08月24日 - TREASURE052 2005 〜future world〜
- 2005年09月16日 - RADIO BERRY ベリテンライブ2005
- 2011年12月30日 - LIVE DI:GA JUDGEMENT 2011
- 2014年01月〜02月 - And TOUR 2014
- 2014年10月18日 - cune presents「JUST A MUSIC SHOW vol.2」